# Bas van de Plassche
Bas van de Plassche is een Nederlandse schaker. Hij is lid van de "Eindhovense Schaakvereniging". In het "Rabo snelschaaktoernooi" van 1998 werd hij gedeeld twaalfde, Dimitri Reinderman werd eerste. Bas speelde ook mee in de Schaakolympiade van 1998. In 1990 werd hij NBC kampioen correspondentieschaak van Nederland.